# Atle Næss
Atle Næss, född 1949, är en norsk författare och barnboksförfattare. Han är far till språkvetaren Åshild Næss.